# 惠天賜
惠天賜（英語：Austin Wai Tin Tsz，1957年8月13日—2012年10月4日），香港男演員，生於山東，据称为滿洲正黃旗葉赫那拉氏後裔，祖上曾是富家子弟，至今山東老家還有個惠家莊園。他在家中排行老四，是女演員及香港金像影后惠英紅之胞兄。

## 生平
因父親被騙破産，惠天賜少時家貧，曾到春秋劇團學院學習京劇，拜名伶粉菊花為師。他十餘歲時從影，拍有《圓月彎刀》、《英雄無淚》、《倚天屠龍記大結局》等動作武打影片，成為香港著名“打星”之一。1980年代後，惠天賜開始踏足電視圈，在香港無綫電視演出，首部演出電視劇是《十三太保》。1984年2月，惠天賜、惠英紅兄妹在《歡樂今宵》節目中，聯袂演出展現北派功夫的粵劇《鳳閣恩仇未了情》，一度轟動香港。惠天賜淡出娛樂圈後，致力於經商活動，偶爾客串拍攝電影，而他的最後一部電影功夫詠春便是與胞妹惠英紅一同參演的。
1999年憑《一代梟雄 曹操》獲第三十六屆金馬獎最佳動作指導獎提名。

## 婚姻
惠天賜曾有兩段婚姻，均離婚收場。首任妻子為亞洲電視和無綫電視前高層陳貝蒂，1980年結婚，1991年離婚，兩人育有兩女（長女惠頌玲（1982年），幼女惠鎧玲（1984年）），離婚後由前妻撫養。
他在1996年與斑斑（原名黎小雯）結婚，育有一子惠建豪（1996年），至2001年宣布離婚。

## 逝世
2012年9月21日，他在微博發表最後留言，透露近來身體不好，得了關節炎、多痰多咳，更要看內科、耳鼻喉科等醫生。10月4日晚上，惠英紅在新浪微博對外公開惠天賜逝世消息。死因據惠英紅本人所說可能是因為減肥過度所致。

## 演出作品

### 電影
- 霹靂拳 (1972) 飾 少年鐵娃
- 黃飛鴻四大弟子 (1977)
- 三德和尚與舂米六 (1977) 飾 少林方丈
- 功夫小子 (1977)
- 陰陽血滴子 (1977) 飾 道士
- 四大門派 (1977)
- 死亡遊戲 (1978) 飾 打手
- 南天震威 (1978)
- 十字鎖喉手 (1978) 飾 凌豪手下
- 盲拳、怪招、神經刀 (1978) 飾 狼牙山土匪
- 少林卅六房 (1978) 飾 少林弟子
- 倚天屠龍記大結局 (1978) 飾 妙風使
- 冷血十三鷹 (1978) 飾 貓頭鷹仇高成
- 乾隆下揚州 (1978)
- 英雄無淚 (1978)
- 老鼠拉龜 (1979)
- 唐山五虎 (1979) 飾 王福春
- 圓月彎刀 (1979) 飾 史定
- 醒目仔蠱惑招/肥龍功夫精 (1979) 飾 無敵鬼鎗馬如龍
- 孔雀王朝 (1979) 飾 歡喜王手下
- 鬼叫春 (1979)
- 金虎門 (1979)
- 打出頭 (1979)
- 新貼錯門神 (1979)
- 風流斷劍小小刀 (1979) 飾 鬼神二劍之一
- 情俠追風劍 (1980) 飾 白衣家丁
- 插翅難飛 (1980) 飾 飛刀手
- 英雄無淚 (1980) 飾 守將孫通
- 紅粉動江湖 (1981) 飾 柳風骨
- 幫規 (1982) 飾 伏中原
- 新天龍八部 (1982) 飾 慕容復
- 老鷹的劍 (1983)
- 龍騰虎躍/笑拳怪招2 (1983) 飾 程國棟
- 夏日福星 (1985)
- 最後一戰 (1987) 飾 沈英武
- 陰陽界 (1987) 飾 青木
- 捉鬼大師 (1989) 飾 張天師大弟子
- 龍之爭霸 (1989) 飾 仇志忠
- 倩女雲雨情/靈幻新娘 (1989) 飾 展輝
- 富貴兵團 (1990) 飾 山東西南飛虎隊員
- 壯志豪情 (1990) 飾 劉連長
- 黑道火狐狸 (1990) 飾 阿古
- 豪門夜宴 (1991)
- 烈血街頭 (1991)
- 神槍手與咖喱雞 (1992) 飾 高級殺手-武元甲
- 赤慾海花 (1992)
- 草莽英雌 (1992) 飾 陳東
- 中國最後一個太監第二章告別紫禁城 (1992) 飾 桂大哥
- 浪蝶狂花 (1993) 飾 石小天
- 水滸傳之英雄本色 (1993) 飾 插翅虎雷橫
- 秘密檔案之殺馬行動 (1993)
- 人肉臘腸 (1993) 飾 聖
- 達摩祖師 (1994) 飾 南印度國大太子
- 魔域追兇 (1994) 飾 張明
- 暴雨驕陽 (1994) 飾 四哥
- 刀 (1995) 飾 向且正
- 有殺錯冇愛錯 (1999) 飾 保安
- 一代梟雄-曹操 (1999) 飾 趙雲
- 諸葛孔明 (1999) 飾 趙雲
- 星月童話 (1999) 飾 督察
- 致命內幕 (1999)
- 黑道風雲之收數王 (1999) 飾 鄧先生
- D7特警 (2000) 飾 殺手銀成
- 生死拳速 (2000) 飾 打手
- 旺角黑夜 (2004) 飾 呂警官
- 無敵小子霍元甲 (2005) 飾 渡邊一郎
- 殺破狼 (2005) 飾 張傳僖
- 葬禮渣Fit人 (2007) 飾 江湖猛人擔杆哥
- 導火線 (2007) 飾 四眼
- 同門 (2009) 飾 大哥戴生
- 金錢帝國 (2009) 飾 林剛探長
- 功夫詠春 (2010) 飾 劉鑫
- 叢林拯救記 (2011) 飾 公安局長

### 電視劇(無綫電視)
- 1982年 《十三太保》飾 史敬思
- 1983年 《豹子膽》飾 姜四
- 1983年 《射鵰英雄傳之東邪西毒》 飾 陸冠英
- 1983年 《勇者福星》飾 常大勇
- 1984年 《決戰玄武門》飾 孟青平
- 1984年 《武林聖火令》飾 尹天仇
- 1984年 《楚留香之蝙蝠傳奇》 飾 中原一點紅
- 1985年 《呂四娘》飾 白泰宮
- 1985年 《楚河漢界》飾 韓信
- 1986年 《陸小鳳之鳳舞九天》 飾 西門吹雪
- 1986年 《洪熙官》 飾 洪熙官
- 1987年 《大班密令之金牌殺手》
- 1988年 《兵權》飾 柴榮

### 電視劇(廉政公署製作)
- 1992年 《廉政行動1992》第七集－鐵窗無情 飾 高級調查主任陳俊杰 （是由廉政公署製作）

### 電視劇(香港電台製作)
- 2010年 《火速救兵 （页面存档备份，存于）》第三集 - 高溫任務 飾 消防總長-林志華 由RTHK 製作 （页面存档备份，存于）

### 電視劇(亞洲電視)
- 1989年 《傅紅雪傳奇》飾 傅紅雪
- 1990年 《亡命天涯路》飾 喬振龍
- 1993年 《天蠶變之再與天比高》飾 薩高孟多
- 1995年 《包青天之雌雄俠盜》飾 趙無忌

### 電視劇(中視(台灣))
- 1990年 《天龍八部》 -  飾 喬峰

### 電視劇(中央電視台)
- 2009年 《蓮花雨》 -  飾 嚴天

### 其他
- 2007年 《白色休止符》 -  飾 鍾如嶽

## 助理武術指導
- 新貼錯門神 (1979)
- 唐山五虎 (1979)
- 叢林拯救記 (2011)

## 動作設計
- 金虎門 (1979)
- 最後一戰 (1987)
- 龍之爭霸 (1989)
- 富貴兵團 (1990)
- 人鬼搭檔 (1993)
- 新碧血劍 (1993)
- 浪蠂狂花 (1993)
- 諸葛孔明 (1999)
- 一代梟雄曹操 (1999)
- 叢林拯救記 (2011)

## 外部連結
- 惠天賜在互联网电影资料库（IMDb）上的資料（英文）
- 惠天賜在香港影庫上的簡介